# Himavat
Himavat (sánscrito : हिमवत्, lit. helado) es la personificación de la cordillera del Himalaya en el hinduismo. A su vez es considerado como la deidad guardiana del Himalaya, lugar sagrado, hogar de varios dioses y seres divinos. Himavat es mencionado en la epopeya Mahabharata y otras escrituras hindúes. 

## Nomenclatura
Varias escrituras hindúes se refieren a la personificación del Himalaya con diferentes nombres, y por lo tanto Himavat también es conocido con los nombres de Himavant (sánscrito: हिमवन्त, lit. helado), Himavān (sánscrito: हिमवान्, lit. nevado), Himaraja (sánscrito: हिमराज, lit. rey de la nieve) y Parvateshwara (sánscrito: पर्वतेश्वर, lit. dios de las montañas).

## Leyenda
Himavat fue el padre de Ganga, la diosa del río, así como de Ragini,  y Parvati, la segunda consorte de Shiva. Su esposa y reina consorte es la diosa védica Mainavati, hija del monte Meru,  según el Ramayana. Otra versión relatada en el Vishnu Purana es que su esposa es la hija de Svadhā y su esposo Kavi, un miembro de la clase de Pitṛs. El Shiva Purana describe la boda entre Himavat y Menā. 

El texto sagrado del Devi Gita, que se encuentra en los últimos nueve capítulos (31-40) del séptimo skandha del Devi-Bhagavata Purana, es un diálogo entre Parvati y su padre Himavat. Trata sobre la forma universal de la Devi, meditaciones sobre los principales textos de los Upanishads, ashtanga-yoga, los yogas de gñana, karma y bhakti, las ubicaciones de los templos dedicados a las Devī y los rituales relacionados con su adoración.
Su historia también es mencionada en escritos como el Brahmanda Purana y el Kena Upanishad. 
Una vez Krishna realizó una tapasya en los picos del Himalaya para apaciguar a Himavat, lo que condujo al nacimiento de su hijo mayor, Pradyumna, de su esposa favorita, Rukmini. 